# Teruki Hara
Teruki Hara (原 輝綺 Hara Teruki?, Saitama, 30 de julio de 1998) es un futbolista japonés que juega como centrocampista en el Nagoya Grampus de la J1 League.

## Trayectoria

### Clubes
| Club                  | País  | Año       |
| --------------------- | ----- | --------- |
| Albirex Niigata       | Japón | 2017-2018 |
| Sagan Tosu            | Japón | 2019-2020 |
| Shimizu S-Pulse       | Japón | 2021-2024 |
| Grasshoppers (cedido) | Suiza | 2023      |
| Nagoya Grampus        | Japón | 2025-     |